# (91023) Lutan
(91023) Lutan est un astéroïde de la ceinture principale.

## Description
(91023) Lutan est un astéroïde de la ceinture principale. Il fut découvert le 23 février 1998 à la station de Xinglong par le programme Beijing Schmidt CCD Asteroid Program. Il présente une orbite caractérisée par un demi-grand axe de 2,59 UA, une excentricité de 0,21 et une inclinaison de 9,7° par rapport à l'écliptique.

## Compléments